# Allium tardans
Allium tardans är en amaryllisväxtart som beskrevs av Werner Rodolfo Greuter och Constantine Zahariadi. Allium tardans ingår i släktet lökar, och familjen amaryllisväxter. IUCN kategoriserar arten globalt som livskraftig.
Artens utbredningsområde är Kriti. Inga underarter finns listade i Catalogue of Life.